# Reason to Live
Reason to Live è una canzone dei Kiss, pubblicata il 18 settembre 1987 all'interno dell'album Crazy Nights.

## Il brano
Composto da Paul Stanley con la collaborazione del paroliere Desmond Child, Reason to Live è una power ballad, caratterizzata da un utilizzo massiccio di tastiere, ma con alcune sonorità vicine al genere hard rock, proprio del gruppo. Il brano è stato pubblicato come singolo il 1º novembre del 1987 assieme alla canzone Thief in the Night, ultimo brano della lista delle tracce dell'album Crazy Nights composto ed interpretato da Gene Simmons.
Il singolo raggiungerà la sessantaquattresima posizione nella Billboard Hot 100 statunitense mentre nel Regno Unito arriverà fino alla trentatreesima posizione.
Per il brano è stato realizzato un videoclip (diretto da Marty Callner), in cui si può vedere il gruppo suonare il brano sul palco. Le immagini del gruppo sono interrotte da alcuni spezzoni di filmati che hanno come protagonista una donna disperata per la fine di una relazione amorosa con Paul Stanley (nel corso del video si può vedere la donna prima rompere una bottiglia su una foto ritraente il cantante, ed in seguito dare fuoco all'automobile di Stanley).
Eloise Broady (nata il 13 maggio del 1957) è la modella americana protagonista del video. Modella e attrice, è stata playmate per la famosa rivista, posando per il mese di aprile nel 1988.
Il videoclip è stato successivamente incluso nella raccolta dei video dei brani dell'album Crazy Nights (da cui prende il nome), pubblicata nel 1989.

## Tracce
- Lato A: Reason to Live
- Lato B: Thief in the Night

## Formazione
- Paul Stanley: voce, chitarra ritmica, tastiere[3]
- Gene Simmons: basso, voce
- Eric Carr: batteria, voce
- Bruce Kulick: chitarra solista

## Collaboratori
- Phil Ashley: tastiere[3]